# Dżamla
Dżamla (arab. جملة) – miejscowość w Syrii, w muhafazie Dara. W 2004 roku liczyła 1916 mieszkańców.